# Бернгард Єк
Бернгард Єк (нім. Bernhard Jaek; 14 жовтня 1918, Злотніц, Австро-Угорщина — 6 вересня 2000, Гайлігенгафен, Німеччина) — німецький офіцер-підводник, капітан-лейтенант крігсмаріне.

## Біографія
9 жовтня 1937 року вступив на флот. З 3 травня 1940 року служив в управлінні морської артилерії Кіля-Дітріхсдорфа. З жовтня 1942 року — оперативний офіцер в управлінні морської артилерії Сен-Назера. З 4 березня по 30 травня 1943 року пройшов навігаційний курс, з 6 червня по 20 листопада — курс підводника, з 21 листопада по грудень — практику керманича в 23-й флотилії (Данциг). З 3 січня по 12 червня 1944 року — 1-й вахтовий офіцер на підводному човні U-218, на якому взяв участь в одному поході (12 лютого — 7 травня 1944), під час якого були встановлені 15 мін. З 16 червня по 19 серпня 1944 року пройшов курс командира човна при 23-й флотилії, в серпні-жовтні — тактичну підготовку при 27-й флотилії (Готенгафен), після чого був переданий в розпорядження 31-ї флотилії (Гамбург). В грудні 1944 року направлений на будівництво U-3044. З 27 березня по 25 квітня 1945 року — командир U-3044. 8 травня 1945 року взятий в полон британськими військами.

## Звання
- Кандидат в офіцери служби озброєнь (9 жовтня 1937)
- Кадет служби озброєнь (28 червня 1938)
- Фенріх служби озброєнь (1 квітня 1939)
- Оберфенріх служби озброєнь (1 березня 1940)
- Лейтенант служби озброєнь (1 травня 1940)
- Оберлейтенант служби озброєнь (1 квітня 1942)
- Оберлейтенант-цур-зее (1 березня 1943)
- Капітан-лейтенант (1 січня 1945)

## Нагороди
- Залізний хрест 2-го класу (1942)
- Нагрудний знак мінних тральщиків (1942)
- Нагрудний знак підводника (8 травня 1944)